# Martin Čech (kameraman)
Martin Čech (* 25. června 1962) je český kameraman a režisér.
Vystudoval střih a kameru na FAMU. Je členem Asociace českých kameramanů a České filmové a televizní akademie. Působí jako pedagog FAMU v Praze.

## Dílo
Jako kameraman se podílel na realizaci filmu Kuře melancholik, za který obdržel v roce 1999 cenu Český lev za nejlepší kameru, dále na filmech Divnovlásky (2008), Karambol (2009), Love Story (2011), pohádce Zvon Lukáš (2003), dokumentu Kristova léta, dámy (2004), také na televizních seriálech Rodinná pouta, Redakce, Horákovi, Soukromé pasti, na pořadu Krásný ztráty a několika dílech dokumentu 13. komnata.
Ve vlastní režii natočil pro Českou televizi dokument Gastonova cesta.

## Ocenění
- Český lev 1999 za nejlepší kameru – film Kuře melancholik
- 2003 – nominace AČK jako nejlepší televizní film – pohádka Zvon Lukáš
- 2004 – Hlavní cena v kategorii dokumentární film na festivalu Finále Plzeň – dokument Kristova léta, dámy